# 吳修銘
吳修銘（英語：Timothy Shiou-Ming Wu，1972年—），美國臺灣裔學者，現任哥倫比亞大學法學院法學教授，為媒體改革組織Free Press的前主席，並定期為《紐約客》撰寫文章。他曾在新美國基金會裡與伯納德·萊昂·施瓦茨共事過。吳修銘最為人所知的是，他在其論文《網路中立性、寬頻歧視》（Network Neutrality, Broadband Discrimination）中首次提及「網路中立性」一詞，並推廣此一概念，進而導致2010年聯邦網路中立性規則的通過。吳修銘也在行動通訊政策上作出許多重大貢獻，其中最知名的為其「卡特豐」（Carterfone）提議。
吳修銘是一位研究媒體與科技產業的學者，其學術專長包括反托拉斯法、版權及電信法。2013年，吳修銘被國家法律雜誌任定為「美國前百大最具影響力的律師」。此外，吳修銘於2006年被科學人任定為年度前50大風雲人物，於2007年被02138雜誌任定為哈佛大學前百大最具影響力的畢業生。其著作《總開關》（The Master Switch）於2010年被紐約客、財富雜誌、出版者周刊等出版社評選為2010年最佳書籍之一。
2011年至2012年，擔任美國聯邦貿易委員會的高級顧問。2014年，曾參加紐約州副州長民主黨初選但失利。2021年3月，美國總統喬·拜登宣佈任命吳修銘加入白宮國家經濟委員會，擔任總統科技與競爭政策（competition policy）特別助理。

## 早年
吳修銘出生於華盛頓哥倫比亞特區，生長於瑞士巴塞爾及加拿大多倫多。他的父親吳明達是臺灣人，台灣獨立運動的啟蒙人物，母親吉蓮·吳（Gillian Wu）則是英裔加拿大人。他們都曾在多倫多大學學習作為免疫學家。吳修銘跟他的弟弟小時候被送去重視創造力的另類學校就讀。在學校裡，他結識了科利·多克托羅。吳修銘的父親於1980年去世，而他的母親用部分保險金為他與其弟買了一臺Apple II電腦，使吳修銘開始為電腦著迷。吳修銘就讀於麥基爾大學，在那學習生物化學，後來改以生物物理學作為其主修。吳修銘於1995年畢業於麥基爾大學，並取得理學士學位。於1998年，吳修銘以優異成績於哈佛法學院獲得法律博士(JD)學位。於哈佛大學時，他在著作權學家勞倫斯·雷席格的指導下研究。

## 學術生涯
吳修銘從法學院畢業之後，曾在美國司法部法律顧問辦公室裡工作，並於1998年至1999年在美國聯邦第七巡迴上訴法院作為理察·艾倫·波斯納法官的法官助理。吳修銘亦曾於1999年至2000年間在美國最高法院擔任史蒂芬·布雷耶大法官助理。之後，吳修銘搬到舊金山灣區，於2000年至2002年間任職於Riverstone Networks，然後進入維吉尼亞大學法學院任教。
吳修銘於2002年至2004年間在維吉尼亞大學擔任法學副教授，於2004年在哥倫比亞大學法學院擔任客座教授，於2005年在芝加哥大學法學院擔任客座教授，並於2005年年於斯坦福法學院擔任客座教授。於2006年，吳修銘成為哥倫比亞大學法學院的正職教授，並開始波斯納計畫（Project Posner），建立包含所有理察·艾倫·波斯納法官的法律意見書之免費資料庫。吳修銘稱波斯納「可能為美國現存最偉大的法學家」。

## 影響
吳修銘在其2003年論文《網路中立性、寬頻歧視》中推廣網路中立性的概念。該論文認為網路中立性為應用程式間的中立，亦為數據與對服務品質敏感之訊務間的中立，並就可能處理此一議題的法規提供一些建議。
2006年，吳修銘寫下《網際網路過濾的世界貿易法》（The World Trade Law of Internet Filtering），分析世界貿易組織（WTO）將審查視為貿易障礙之可能性。2007年6月，當Google遊說美國貿易代表於WTO檢舉中國的審查制度時，吳修銘的論文被引用作為此一想法的「論證來源」。2006年，吳修銘受美國聯邦通信委員會（FCC）邀請，協助草擬第一份跟AT&T與南方貝爾合併案有關之網路中立性規則。
2007年，吳修銘發表了一篇論文，提議為行動通訊網路建立「行動卡特豐」規則；該規則於2007年7月31日被FCC採用於700MHz頻譜競價上。FCC委員麥克·庫伯斯表示，「我非常高興能看到一篇學術論文（在這裡為哥倫比亞大學法學院吳修銘教授所著）能對政策有如此直接且有力之影響。」2007年11月，彭博商業周刊認為吳修銘提供了「鼓舞Google行動通訊策略的智慧架構」。
吳修銘與其哥倫比亞大學法學院的同事Scott Hemphill與Clarisa Long共同指導於2007年成立的哥倫比亞大學法學院法律與科技計畫。2007年8月，與科羅拉多大學法學院合作，哥倫比亞大學法學院法律與科技計畫推出了AltLaw的測試版。

## 《總開關》
吳修銘於2010年推出新書《總開關：資訊帝國的興衰》（The Master Switch: The Rise and Fall of Information Empires），描述一個很長的「循環」，其中開放資訊系統隨著時間變得僵化且封閉，僅在破壞性創新後才會重新開放。該書顯示此一循環興起於貝爾電話公司的壟斷，建立於好萊塢娛樂產業、廣播與有線電視產業，並終止於網際網路產業。吳修銘舉蘋果公司為例，該公司一開始為一致力於開放性的公司，並在史蒂夫·賈伯斯的領導下演變成一個更封閉的系統，證明網際網路產業將隨著歷史的循環誕生出一個資訊帝國（雖然吳修銘亦將Google視為一重要對比）。該書被紐約客、財富雜誌、Amazon.com、華盛頓郵報、出版者周刊等公司評為2010年最佳書籍之一。

## Killswitch
2014年10月，以吳修銘、勞倫斯·雷席格、亞倫·斯沃茨及愛德華·史諾登為主要角色的電影Killswitch於胡士托電影節首次公演，贏得了最佳編輯獎。在片中，吳修銘帶出兩位年輕駭客（斯沃茨與史諾登）的故事，象徵網際網路具有破壞與動態的性質。吳修銘警告當公司、媒體公司與政府過於緊密結合時，將為民主帶來危害。
國會議員艾倫·格雷森表示，他認為Killswitch是「對這場控制網際網路並獲取情報的戰爭最為誠實的報導之一。」《Metro Silicon Valley》的Richard von Busack將Killswitch評為「與紀錄片《原子咖啡館》（Atomic Cafe）同等級，使用現成影片最為精雕細琢的數部影片之一。」Orange County Register的Fred Swegles表示，「任何對能否自由接取線上資訊感到重視的人都會為Killswitch那扣心心弦且節奏明快的紀錄片所著迷。」

## 2014年副州長選舉
吳修銘於2014年參加紐約州副州長民主黨初選，與現任州長安德魯·庫默的競選夥伴凱西·胡楚兒競爭民主黨的提名。胡楚兒贏了，但吳修銘也得到了40%的選票。吳修銘與法律教授暨社群人士Zephyr Teachout一起參選。Teachout參加紐約州州長民主黨初選。在華盛頓郵報的採訪中，談到其競價資格時，吳修銘描述他的作法是將競選視為對抗私有權力集中化的行動：「一百年前，反托拉斯與合併的執行會占據新聞頭版。而我們正活在另一個巨大私有權力集中化的時代裡。為了某些原因，我們將這一切稱為『靠不住的議題』。這不是真的。私有權力的集中化影響著人們，有著半打以上的議題。一日復一日，人們的生活一直受到集中化與基礎設施的影響……你可以期待我那漸進式、打擊壟斷的行動。而我極為想要彌平選舉政治的一般議題與涉及私有權力之問題間的差距。」
2014年8月下旬，紐約時報編輯委員會認可吳修銘參加民主黨副州長初選。吳修銘是四位民主黨州長及副州長初選候選人中，唯一受到紐約時報認可的人。初選於9月9日舉行。在紐約時報認可那天之後，吳修銘亦受到Daily Kos的編輯委員會所認可。

## 個人生活
吳修銘之妻Kate Judge同是哥倫比亞大學法學院的教授，二人育有一女。

## 個人著作
書籍：
- Wu, Tim (2018) The Curse of Bigness: Antitrust in the New Gilded Age（页面存档备份，存于）(巨頭的詛咒). Columbia Global Reports (ISBN 978-0-9997454-6-5)
- Wu, Tim (2016) The Attention Merchants: The Epic Scramble to Get Inside Our Heads（页面存档备份，存于）. New York: Knopf (ISBN 978-0-385-35201-7)
- Tim Wu (2010). The Master Switch: The Rise and Fall of Information Empires（页面存档备份，存于）. New York: Knopf (ISBN 0307269930, ISBN 978-0-307-26993-5)
- Goldsmith, Jack L., and Tim Wu (2006). Who Controls the Internet? Illusions of a Borderless World. New York: Oxford UP (ISBN 0195152662, ISBN 978-0-19-515266-1)

文章：
- (2013) "How the Legal System（页面存档备份，存于） Failed Aaron Swartz—And Us", The New Yorker News Desk blog, January 14, 2013.
- (2007) "Wireless Net Neutrality: Cellular Carterfone and Consumer Choice in Mobile Broadband"（页面存档备份，存于）, New America Foundation: Wireless Future Program.  Working Paper No. 17, Newamerica.net
- (2005) "Copyright's Communications Policy"（页面存档备份，存于）, Michigan Law Review
- (2004) "The Broadband Debate: A User's Guide"（页面存档备份，存于）, Journal of Telecommunications and High Technology Law 3.69
- (2003) "Network Neutrality, Broadband Discrimination"（页面存档备份，存于）, Journal of Telecommunications and High Technology Law 2.2

## 外部連結
- Tim Wu – Faculty biography, Columbia Law School, Columbia University.
- Tim Wu（页面存档备份，存于） – Personal/Lieutenant Governor 2014 campaign website.
- Tim Wu – Publications and papers by Tim Wu in the Social Science Research Network (SSRN) (abstracts; full texts).
- Tim Wu on The Innovation Cycle at IIEA, 25 May 2009